# Рыбалки (Полтавская область)
Рыбалки (укр. Рибалки; устар. хутор Васильевский) — село, Рыбалковский сельский совет, Козельщинский район, Полтавская область, Украина.
Код КОАТУУ — 5322084801. Население по переписи 2001 года составляло 260 человек.
Является административным центром Рибалковского сельского совета, в который, кроме того, входят сёла Миргородщина, Новая Украина и Черноглазовка.

## Географическое положение
Село Рыбалки находится на расстоянии в 1 км от сёл Миргородщина и Винники.
По селу протекает пересыхающий ручей с запрудой.